# Quercus affinis
Quercus affinis là một loài thực vật có hoa trong họ Cử. Loài này được Scheidw. miêu tả khoa học đầu tiên năm 1837.